# Tiêu bản (y học)
Trong y học, tiêu bản xét nghiệm hay mẫu xét nghiệm là một tiêu bản sinh học có được từ việc lấy mẫu hay sinh thiết (thu thập từ bệnh nhân một lượng mô, dịch hay các bệnh phẩm khác từ người bệnh nhân để sử dụng trong các phân tích phòng xét nghiệm, hỗ trợ cho chẩn đoán phân biệt hay phân biệt giai đoạn của quá trình bệnh lý). Các mẫu thường được lấy bao gồm nhầy họng, đờm, nước tiểu, máu, các loại dịch dò, các mẫu sinh thiết mô,...
Tiêu bản thường được xử lý theo một kĩ thuật thích hợp nào đó, tùy theo mục đích phân tích, như nhuộm gram, quay ly tâm, pha,...

## Một số dạng
- Tiêu bản mô học hay tiêu bản giải phẫu bệnh: một bộ phận hay một tạng lấy từ người chết, được phẫu tích, bảo quản bằng hoá chất để làm mô hình giảng dạy, nghiên cứu;
- Tiêu bản phẫu thuật-tổn thương: các khối u, dạ dày, đoạn ruột, mảnh gan... được cắt bỏ, dùng để xét nghiệm xác định bệnh, hoặc bảo quản làm mô hình giảng dạy, nghiên cứu;
- Tiêu bản vi thể;
- Tiêu bản cây thuốc: tiêu bản đại thể (ngâm, mẫu khô...) và vi thể;
- Tiêu bản động vật thuốc: (tiêu bản đại thể và vi thể).